# Imabari
Imabari (今治市, Imabari-shi) est une ville du Japon, située dans la préfecture d'Ehime sur l'île de Shikoku.

## Géographie

### Situation
Imabari est située au nord de la préfecture d'Ehime, à une cinquantaine de kilomètres au nord-est de Matsuyama. Située au bord de la mer intérieure de Seto, la ville est une des portes d'entrée de Shikoku en provenance de l'île principale de Honshū. Autrefois uniquement par bateau, l'arrivée se fait de nos jours par le pont du détroit de Kurushima.

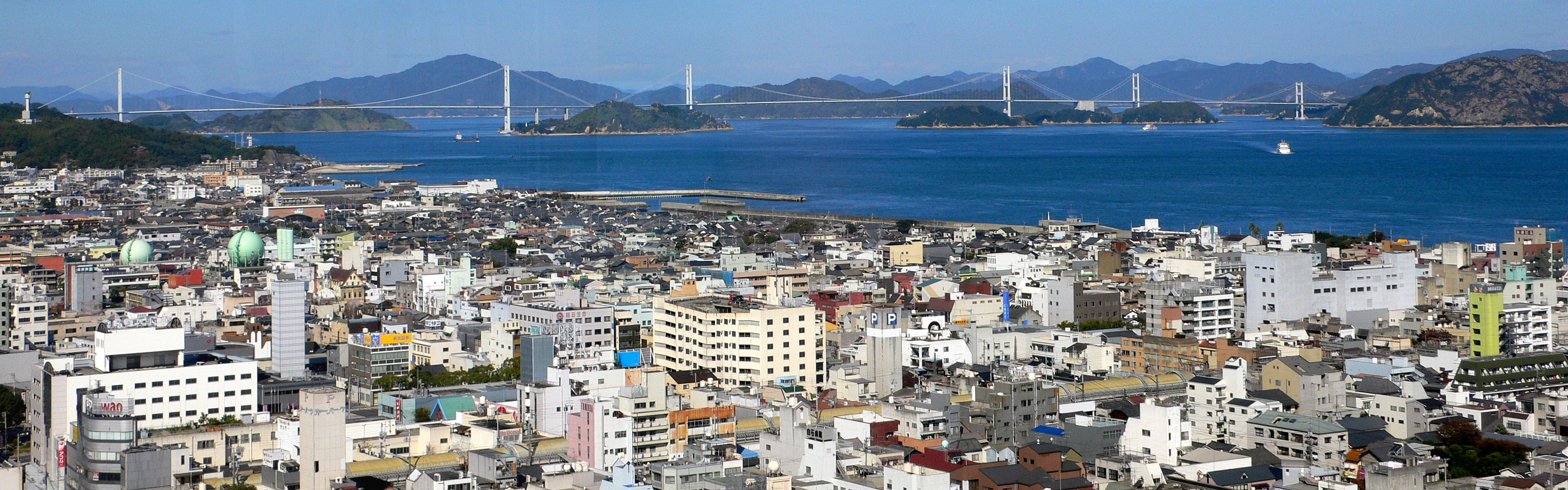
Vue panoramique de la ville, avec le pont du détroit de Kurushima en arrière-plan.

### Démographie
En 2018, Imabari est la deuxième plus grande ville de la préfecture d'Ehime avec 158 114 habitants, répartis sur une superficie de 419,14 km2.

## Histoire
La ville moderne a été officiellement fondée le 11 février 1920. Le 16 janvier 2005, Imabari a fusionné avec onze bourgs et villages du district d'Ochi : Asakura (en), Hakata (en), Kamiura, Kikuma, Miyakubo, Namikata, Ōmishima, Onishi, Sekizen, Tamagawa et Yoshiumi.

## Transports
Imabari est desservie par les trains de la ligne Yosan de la JR Shikoku. La gare d'Imabari est la principale gare de la ville.
La ville possède un port.

## Culture locale et patrimoine

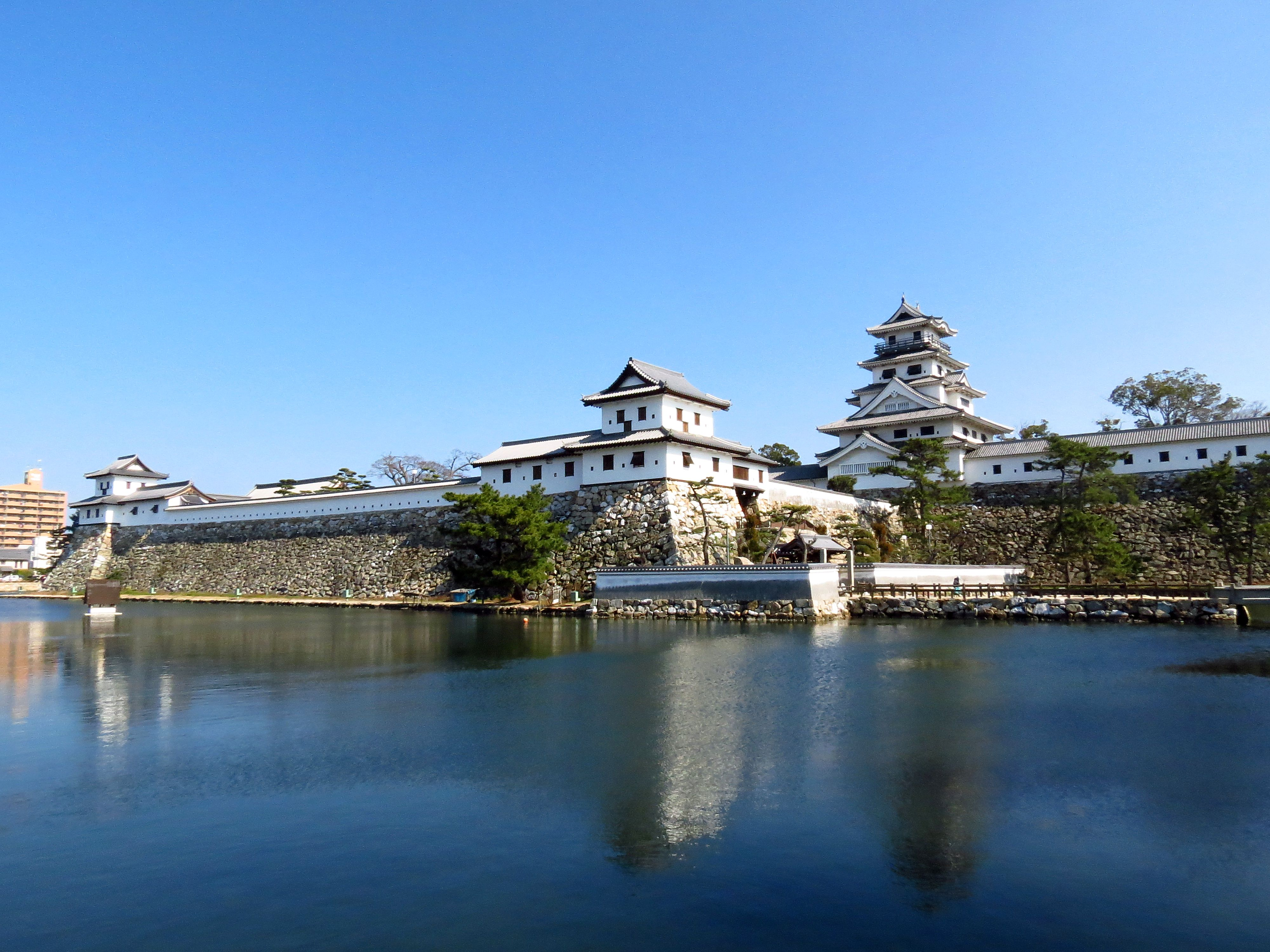
Le château d'Imabari.

### Patrimoine architectural
- Le château d'Imabari a été construit par Tōdō Takatora en 1604.
- Six temples du pèlerinage de Shikoku sont situés à Imbari : Enmei-ji, Nankōbō, Taisan-ji, Eifuku-ji, Sennyū-ji et Kokubun-ji.

### Patrimoine culturel
Le poney Noma est originaire d'Imabari.

## Personnalités liées à la ville
- Hajime Sorayama, illustrateur, y est né en 1947.
- Kenzō Tange, architecte, a passé son enfance à Imabari.